# Kim Seung-bin
Kim Seung-bin (김승빈?; 28 dicembre 2000) è un calciatore sudcoreano, centrocampista dello Slovácko.

## Carriera
È arrivato in Repubblica Ceca nel 2019, entrando a far parte del settore giovanile del Dukla Praga; l'8 aprile 2020 viene promosso in prima squadra. Il 30 giugno 2021 prolunga con i giallorossi fino al 2024; dopo essersi messo in mostra con il club praghese nella seconda serie ceca, il 27 dicembre 2022 viene ceduto allo Slovácko, con cui firma un quadriennale.

## Statistiche

### Presenze e reti nei club
Statistiche aggiornate all'11 febbraio 2024.
| Stagione           | Squadra            | Campionato         | Campionato | Campionato | Coppe nazionali | Coppe nazionali | Coppe nazionali | Coppe continentali | Coppe continentali | Coppe continentali | Altre coppe | Altre coppe | Altre coppe | Totale | Totale |
| Stagione           | Squadra            | Comp               | Pres       | Reti       | Comp            | Pres            | Reti            | Comp               | Pres               | Reti               | Comp        | Pres        | Reti        | Pres   | Reti   |
| ------------------ | ------------------ | ------------------ | ---------- | ---------- | --------------- | --------------- | --------------- | ------------------ | ------------------ | ------------------ | ----------- | ----------- | ----------- | ------ | ------ |
| 2020-2021          | Dukla Praga        | FNL                | 20         | 2          | MC              | 0               | 0               | -                  | -                  | -                  | -           | -           | -           | 20     | 2      |
| 2021-2022          | Dukla Praga        | FNL                | 23         | 3          | MC              | 2               | 0               | -                  | -                  | -                  | -           | -           | -           | 25     | 3      |
| 2022-gen. 2023     | Dukla Praga        | FNL                | 15         | 4          | MC              | 3               | 1               | -                  | -                  | -                  | -           | -           | -           | 18     | 5      |
| Totale Dukla Praga | Totale Dukla Praga | Totale Dukla Praga | 58         | 9          |                 | 5               | 1               |                    | -                  | -                  |             | -           | -           | 63     | 10     |
| gen.-giu. 2023     | Slovácko           | 1L                 | 12         | 2          | MC              | 1               | 0               | UEL+UECL           | -                  | -                  | -           | -           | -           | 13     | 2      |
| 2023-2024          | Slovácko           | 1L                 | 13         | 1          | MC              | 2               | 0               | -                  | -                  | -                  | -           | -           | -           | 15     | 1      |
| Totale Slovácko    | Totale Slovácko    | Totale Slovácko    | 25         | 3          |                 | 3               | 0               |                    | -                  | -                  |             | -           | -           | 28     | 3      |
| Totale carriera    | Totale carriera    | Totale carriera    | 83         | 12         |                 | 8               | 1               |                    | -                  | -                  |             | -           | -           | 91     | 13     |